# Erik Hornung (Wirtschaftswissenschaftler)
Erik Hornung (* 5. Mai 1982 in Bremen) ist ein deutscher Ökonom.

## Leben
Von 2002 bis 2008 studierte er Wirtschaftswissenschaft und Technik an den Universitäten Stuttgart, Hohenheim und Ottawa. Von 2008 bis 2012 war er Doktorand an der Graduiertenschule für Wirtschaftswissenschaften der LMU München. Von 2008 bis 2012 war er Junior Researcher am ifo Institut für Wirtschaftsforschung. Von 2012 bis 2013 war er Wirtschaftswissenschaftler, Transfer Pricing, Deloitte & Touch GmbH. Von 2013 bis 2016 war er wissenschaftlicher Mitarbeiter am Max-Planck-Institut für Steuerrecht und Öffentliche Finanzen. Von 2015 bis 2017 war er ordentlicher Professor für Wirtschaftswissenschaften an der Universität Bayreuth. Seit 2017 lehrte er als ordentlicher Professor für Wirtschaftsgeschichte an der Universität zu Köln.
Seine Forschungsschwerpunkte sind Wirtschaftsgeschichte, langfristiges Wirtschaftswachstum und Entwicklung, technologische Verbreitung und Bildungsökonomie.

## Schriften (Auswahl)
- Human capital, technology diffusion and economic growth. Evidence from Prussian census data. München 2012, ISBN 978-3-88512-528-0.